# Polícia Militar do Distrito Federal

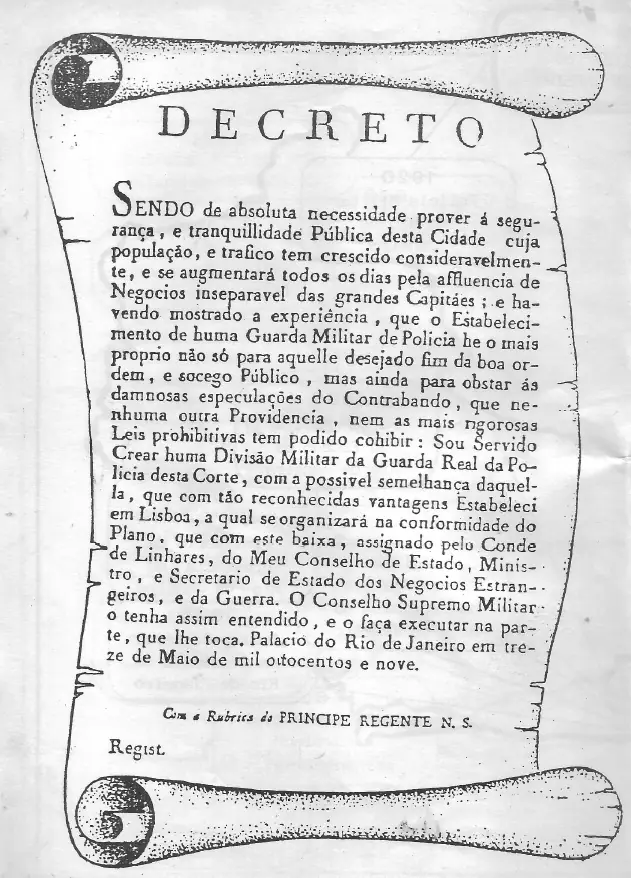
Decreto de criação em 13 de maio de 1809 pelo então Príncipe Regente D. João VI.

A Polícia Militar do Distrito Federal (PMDF) é o órgão de segurança pública responsável pelo policiamento ostensivo e pela preservação da ordem pública no Distrito Federal brasileiro, além de, subsidiariamente, exercer função de força auxiliar e reserva do Exército Brasileiro. Seus integrantes são denominados de militares do Distrito Federal  (Arts.42 e 142, §3º da Constituição da República Federativa do Brasil), assim como os membros do Corpo de Bombeiros Militar do Distrito Federal (CBMDF), ambos subordinados ao Governador do Distrito Federal.

## Surgimento das Policias Militares no Brasil
O surgimento das policias militares brasileiras, deu-se  em Minas Gerais, onde já havia uma estrutura de força militar com funções semelhantes às de policiamento e controle social desde o período colonial. Em 1775, uma reorganização militar na capitania, com a criação do Regimento Regular de Cavalaria de Minas (RRCM), que é a célula Mater da Polícia Militar de Minas Gerias (PMMG),  resultou na substituição dos antigos terços por corpos auxiliares organizados em regimentos. Esse novo corpo atuava em atividades internas como patrulhamento e repressão, sendo empregado principalmente na proteção do escoamento do ouro pelas estradas reais até o litoral brasileiro e na preservação da ordem pública na capitania de Minas Gerais. Assim, marcando essa organização militar como uma das mais antigas expressões de força policial estruturada no Brasil . A legislação imperial registra, ainda, a criação de outros corpos policiais nas províncias, como em 1809 no Rio de Janeiro, 1818 no Pará, em 1820 no Maranhão, em 1825 na Bahia, em Pernambuco, e em 1834 no Espírito Santo.

## História
A história da Polícia Militar do Distrito Federal começa no século XIX, com a vinda da corte portuguesa para a cidade do Rio de Janeiro, devido ao bloqueio continental e da invasão de Portugal pelas tropas de Napoleão Bonaparte. Dom João VI, o príncipe regente, e sua corte necessitariam de uma grande estrutura no Brasil-Colônia e, com isso, promoveu-se um grande desenvolvimento no país com a abertura de portos, a criação da Biblioteca Pública, do Arquivo Militar, da Academia de Belas Artes, do Jardim Botânico e de outras instituições que estruturam o a cidade para funcionar como a capital portuguesa.

## Veículos
| Modelo                  | Tipo              | Notas           | Foto |
| ----------------------- | ----------------- | --------------- | ---- |
| Toyota Corolla          | Carro de patrulha |                 |      |
| Dodge Journey           | Carro de patrulha |                 |      |
| Chevrolet Trailblazer   | Carro de patrulha |                 |      |
| Mitsubishi L200         | Carro de patrulha |                 |      |
| Mitsubishi Pajero Dakar | Carro de patrulha |                 |      |
| Mitsubishi Pajero Dakar | Carro de patrulha | Versão BPCHOQUE |      |
| Renault Master          | Vã policial       |                 |      |